# پارک ملی گاسپسی
پارک ملی گاسپسی (به انگلیسی: Gaspésie National Park) یک پارک ملی در کانادا است که در Rivière-Bonjour واقع شده‌است.